# Башкортостан (авиакомпания)
ООО «Авиакомпания „Башкортостан“» — бывшая российская авиакомпания, базировавшаяся в городе Уфе, Башкортостан. Специализировалась на аэрофотосъёмке. В компании работал 101 сотрудник (март 2007).

## История

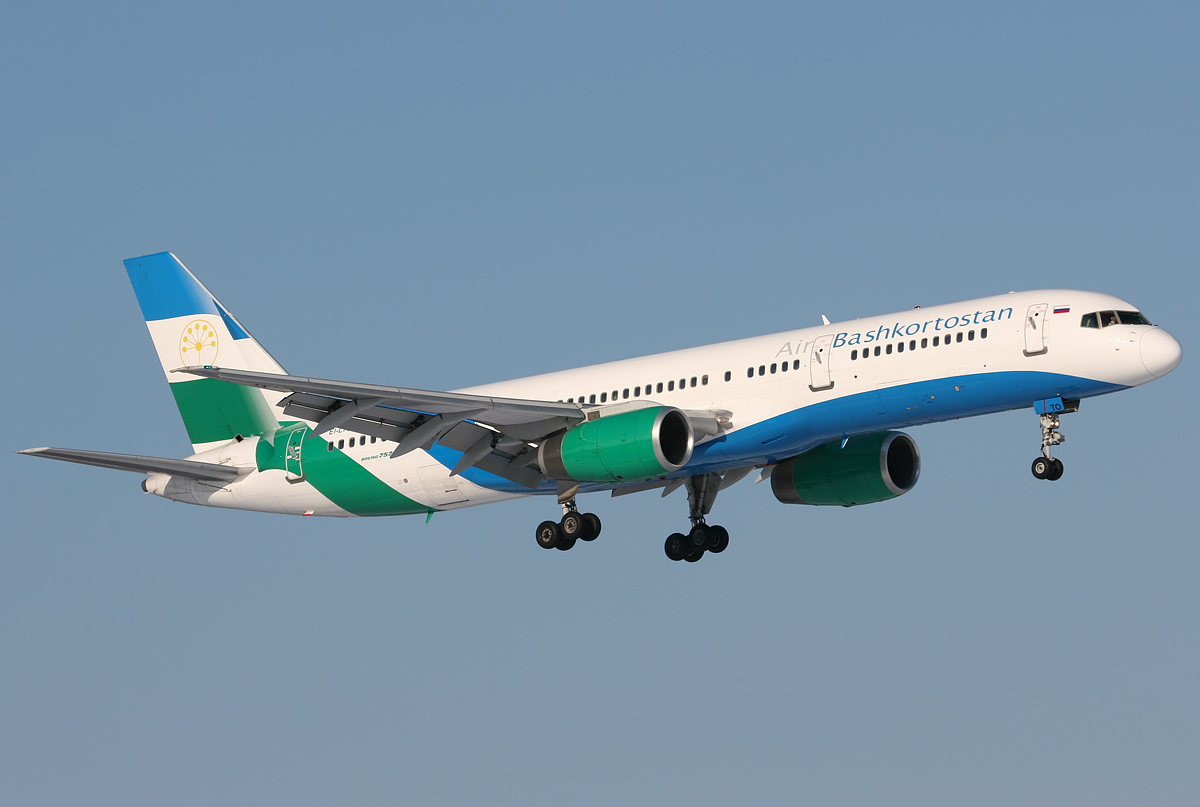
Боинг 757-200

Авиакомпания начала свою деятельность 10 апреля 2006 года.
21 июня 2011 года в Международном аэропорту «Ульяновск-Восточный» совершил посадку Diamond DA42 MNG.
В августе 2011 года правительство Республики Башкортостан предъявило претензии авиакомпании относительно использования названия «Башкортостан», мотивируя это тем, что авиакомпания не является солидным предприятием, чем подрывает имидж республики. Руководство авиакомпании отказалось рассматривать возможность изменения названия, так как уверено, что его использование не является нарушением действующего законодательства.
В январе 2012 года авиакомпания была признана самым непунктуальным перевозчиком, задержав 21% рейсов (71 из 227).
В течение нескольких месяцев 2012 года задерживала выплату зарплаты сотрудникам. Сумма долга достигла 27 млн 749 тысяч рублей. Директор авиакомпании был оштрафован.
Возбуждено уголовное дело по факту невыплаты сотрудникам авиакомпании заработной платы. На начало мая 2013 года сохраняется задолженность за февраль, март и апрель. Уфимская транспортная прокуратура инициировала приостановление действия сертификата компании.
Приволжское МТУ ВТ Росавиации в соответствии с Федеральными авиационными правилами «Требования к проведению обязательной сертификации физических лиц, юридических лиц выполняющих авиационные работы» 15 августа 2013 года выдала сертификат эксплуатанта на выполнение авиационных работ (воздушные съемки) СЭ №АР 10-11-14, действительный до 11 августа 2014 года.
С 1 октября 2013 года авиакомпания прекратила осуществление пассажирских перевозок. Оставшиеся 3 самолёта Boeing 757-200 были переведены во флот материнской авиакомпании ВИМ-Авиа.
10 января 2014 года Росавиация аннулировала сертификат эксплуатанта на осуществление коммерческих воздушных перевозок № 490, выданный 24 мая 2006 года.

## Собственники
- VIM Airlines (74 %)
- Правительство Республики Башкортостан (26 %)

## Авиапарк
Воздушный флот авиакомпании «Башкортостан» включал в себя 2 самолёта (на осень 2013):